# Apophylia pulchella
Apophylia pulchella es un coleóptero de la familia Chrysomelidae.
Fue descrita científicamente por primera vez en 1952 por Bryant.